# Ли Айзек Чун
Ли Айзек Чун  (англ. Lee Isaac Chung; род. 19 октября 1978)  — американский режиссёр и сценарист.

## Биография
Чун родился 19 октября 1978 года  в Денвере в семье из Южной Кореи. Его семья недолго жила в Атланте, а затем переехала на небольшую ферму в сельском Линкольне, штат Арканзас. Он учился в Средней школе Линкольна. 
Ли является выпускником Молодёжной программы Сената США.  Он получил образование в Йельском университете, где изучал биологию. В Йеле, познакомившись с мировым кинематографом на старшем курсе, отказался от планов поступить в медицинскую школу, чтобы заняться кинопроизводством.   Позднее он учился в аспирантуре по кинопроизводству в Университете Юты. 
Его дебютный полнометражный фильм «День освобождения»  был официально выбран для участия в конкурсной программе Каннского кинофестиваля 2007 года и стал первым художественным фильмом на языке киньяруанда в истории кино. Он также снял фильмы «Жизнь удалась» (2010) и «Эбигейл Харм» (2012). Его полуавтобиографический фильм «Минари»   получил приз Большого жюри и приз зрительских симпатий на кинофестивале «Сандэнс» 2020 года. За «Минари» он получил множество других крупных наград и номинаций, в том числе премию «Золотой глобус» за лучший фильм на иностранном языке и номинации за лучшую режиссуру и лучший оригинальный сценарий на 93-й церемонии вручения премии «Оскар».